# جایزه بزرگ (مجموعه تلویزیونی)
جایزه بزرگ یک مجموعه تلویزیونی کمدی به کارگردانی مهران مدیری است که در نوروز سال (۱۳۸۴) در ۱۳ قسمت‌ هر شب ساعت ۲۱ از شبکه سه پخش می‌شد.
طبق آمار مرکز تحقیقات سازمان صدا و سیما، این سریال در زمان پخش خود، ۹۵ درصد بیننده داشته و ۹۷ درصد بینندگان، آن را در حد «زیاد» یا «خیلی زیاد» پسندیده‌اند. این سریال همچنان هرازچندگاهی باز پخش می‌شود.اما نام پیمان و مهراب قاسم خانی به عنوان دو نویسنده دیگر در تیتراژ درج نشد.

## خلاصهٔ داستان
داستان دربارهٔ خانواده‌ای است که از نظر مالی وضع مناسبی ندارند. در همین هنگام یکی از آن‌ها به نام «بیژن جمالی» با بازی (مهران مدیری) خبردار می‌شود که در قرعه‌کشی بانک، برنده یک اتومبیل بسیار گرا‌ن‌قیمت شده‌است. او از شنیدن این خبر خوشحال می‌شود و برای گرفتن جایزه به بانک مراجعه می‌کند اما متصدی بانک به او می‌گوید این اتومبیل را به‌طور مشترک با فردی دیگر در اراک به نام «کامبیز باقی» با بازی (رضا شفیعی جم) برنده شده‌است. از این زمان به بعد است که ماجراها و مشکلاتی آغاز می‌شود و همه سعی دارند سهم بیشتری از فروش ماشین ببرند که باعث ایجاد وقایع کمدی می‌شود.

## بازیگران  و شخصیت‌ها
| نام بازیگر      | نقش          | توضیح                                                                     |
| --------------- | ------------ | ------------------------------------------------------------------------- |
| مهران مدیری     | بیژن جمالی   | کارمند رستوران و برنده «جایزه بزرگ» از شعبه تهران، برادر فریبا، شوهر آرزو |
| رضا شفیعی جم    | کامبیز باقی  | برندهٔ دوم «جایزه بزرگ» از شعبه همان بانک در اراک، برادر آرزو، همسر ملیحه  |
| سید جواد رضویان | مراد غفاری   | همسر فریبا، بیکار و غالباً فراری از دست طلبکاران و پلیس ، پدر شکوفه        |
| سیامک انصاری    | محمود جمالی  | پسر عموی بیژن و فریبا، برادر ملیحه، راننده و کارمند آژانس کرایه تاکسی     |
| فلامک جنیدی     | ملیحه جمالی  | خواهر محمود، همسر کامبیز و خیاط کارگاه تولیدی مقدم                        |
| بهنوش بختیاری   | فریبا جمالی  | همسر مراد، خواهر بیژن ، مادر شکوفه                                        |
| سعید پیردوست    | آقای سعادتی  | مدیر و صاحب رستوران، پدر مهناز                                            |
| روشنک عجمیان    | آرزو باقی    | خواهر کامبیز باقی، همسر بیژن                                              |
| ساعد هدایتی     | پدرام        | کارمند رستوران                                                            |
| محمد شیری       | جناب سروان   | رئیس کلانتری                                                              |
| شهربانو موسوی   | مادر/ زن‌عمو  | مادر محمود و ملیحه، زن عمو بیژن و فریبا                                   |
| اصغر حیدری      | ناصر         | دوست مراد/ خلافکار و گروگانگیر                                            |
| سیاوش قاسمی     | آقای مقدم    | مالک کارگاه تولیدی مقدم                                                   |
| لیدا عباسی      | مهناز سعادتی | دختر آقای سعادتی                                                          |
| ترلان پروانه    | شکوفه        | دختر کوچک مراد و فریبا                                                    |
| علی کاظمی       | فِری          | فروشنده لوازم پزشکی، زندانی، هم سلولی بیژن، مراد، کامبیز                  |
| بهرام بهرامی    | رئیس بانک    | رئیس بانکی که بیژن در آن «جایزه بزرگ» را برده بود                         |
| شادی احدی‌فر     |              | همسر آقای مقدم                                                            |

## جوایز و نامزدها
| ۱۳۸۵ | نهمین جشن حافظ |                                  |               |          |
| ۱۳۸۵ | نهمین جشن حافظ | بهترین بازیگر مرد کمدی تلویزیونی | رضا شفیعی‌جم   | نامزدشده |
| ۱۳۸۵ | نهمین جشن حافظ | بهترین بازیگر زن کمدی تلویزیونی  | شهربانو موسوی | نامزدشده |